# Hani Hanjour
Hani Saleh Hanjour, född 13 augusti 1972, död den 11 september 2001, var enligt FBI en av kaparna och pilot på Flight 77, en Boeing 757-223 som flög in i Pentagon morgonen den 11 september 2001.